# 阔州 (元朝)
阔州，中国元朝时设置的州。
阔州古无城邑，乌蛮所居。昔笃慕（仲牟由）之裔孙名科者据此地，因以名为部号，称“科部”，后讹为“阔”。至其三十七世孙僰罗内附。蒙古帝国灭大理国，元世祖至元九年（1272年）设千户，至元二十六年（1289年）改为阔州，阔州属于云南行省建昌路。治所在密纳甸（今四川省宁南县），辖境相当今四川宁南县境。明太祖洪武十五年（1382年）三月，阔州属于建昌府。洪武二十五年（1392年）六月，明朝废除阔州。